# Economia del Vietnam

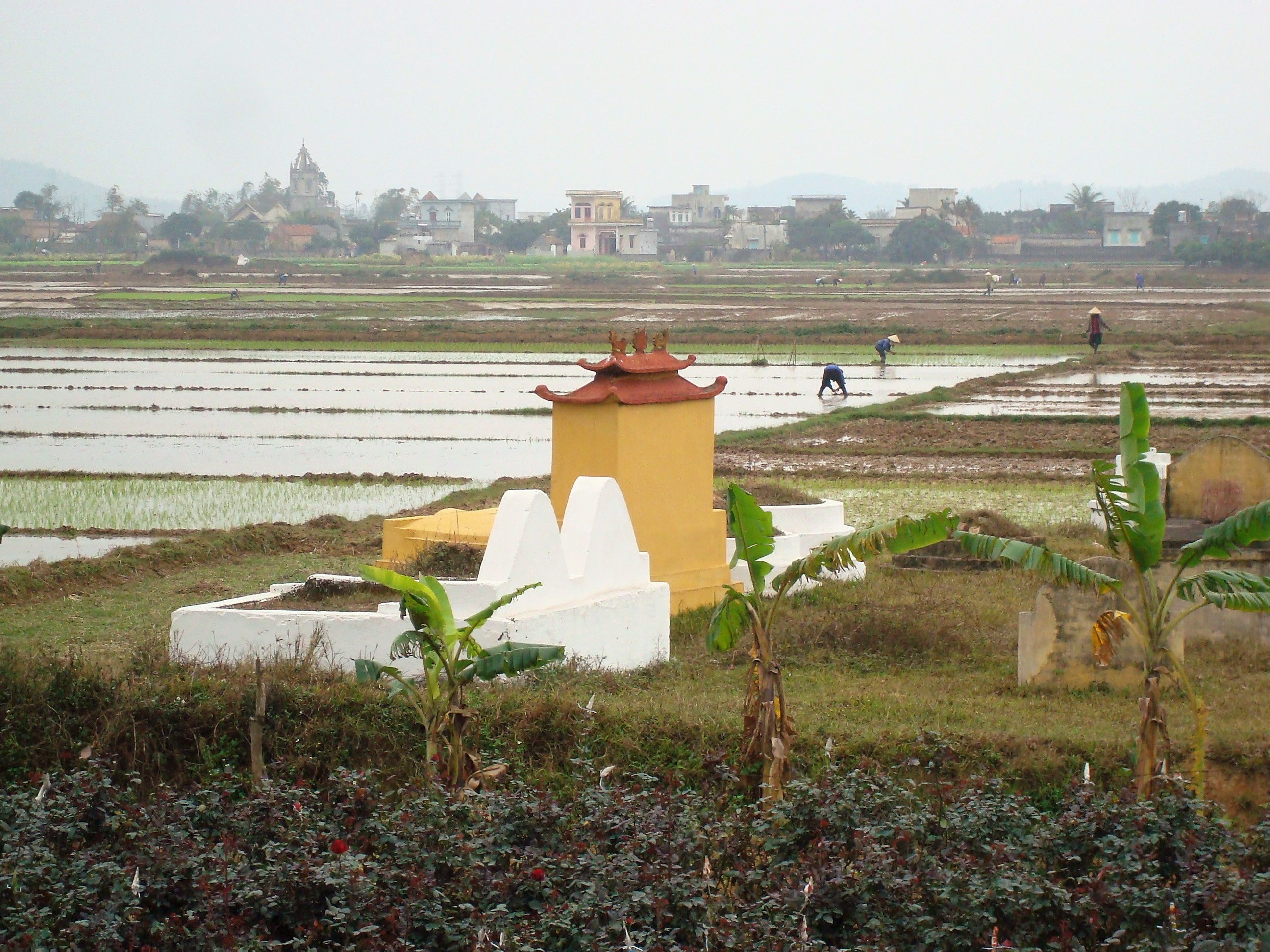
Plantació d'arròs a Vietnam.

El 1986, durant el Sisè Congrés del Partit Comunista del Vietnam, es va abandonar formalment la programació econòmica marxista i es va començar a introduir elements d'economia de mercat com a part d'un ampli paquet de reformes econòmiques anomenat Doi Moi ("Renovació"). En moltes maneres, això va seguir el model xinès i va obtenir resultats similars.
D'una banda, Vietnam va aconseguir un creixement del PIB d'un 8% anual entre 1990 i 1997 i va continuar sent al voltant d'un 7% durant els anys de 2000 al 2002, convertint-se així en la segona economia de major creixement al món. Simultàniament, les inversions i els estalvis es van multiplicar. El 2007 la taxa d'atur estava en un 4,3%, situada en terme mitjà. Acomiadaments per falta de treball en el sector estatal i empreses de capital estranger combinats amb els efectes del cessament de funcions d'elements en la milícia, van empitjorar la situació de desocupació. No obstant això Vietnam és avui dia (2008) un dels països amb menor percentatge de població desocupada. Aquest conjunt de dades ens permeten deduir que Vietnam pot passar a ser un país desenvolupat en poc temps. En 2007 l'economia va créixer un 8,5%, la qual cosa va col·locar el Vietnam com una de les economies de major creixement del món.
La pobresa s'ha reduït bastant i es troba en menys d'un 15%, la població en situació de pobresa extrema se situa en un escàs 2% i és molt menor que la d'altres països de la zona.